# Тім де Клер
Тім де Клер (нід. Tim de Cler, нар. 8 листопада 1978, Лейден, Нідерланди) — колишній нідерландський футболіст, що грав на позиції захисника.
Виступав, зокрема, за клуби «Аякс» та «Феєнорд», а також національну збірну Нідерландів.
Дворазовий чемпіон Нідерландів. Чотириразовий володар Кубка Нідерландів.

## Клубна кар'єра
Вихованець юнацьких команд футбольних клубів «Аякс», «Беєрсхот» та «Аякс».
У дорослому футболі дебютував 1997 року виступами за команду клубу «Аякс», в якій провів п'ять сезонів, взявши участь у 75 матчах чемпіонату. За цей час двічі виборював титул чемпіона Нідерландів, ставав володарем Кубка Нідерландів (тричі).
Протягом 2002—2007 років захищав кольори команди клубу АЗ.
Своєю грою за останню команду привернув увагу представників тренерського штабу клубу «Феєнорд», до складу якого приєднався 2007 року. Відіграв за команду з Роттердама наступні чотири сезони своєї ігрової кар'єри. Більшість часу, проведеного у складі «Феєнорда», був основним гравцем захисту команди. За цей час додав до переліку своїх трофеїв ще один титул володаря Кубка Нідерландів.
Завершив професійну ігрову кар'єру у клубі АЕК (Ларнака), за команду якого виступав протягом 2011—2013 років.

## Виступи за збірну
2005 року дебютував в офіційних матчах у складі національної збірної Нідерландів. Протягом кар'єри у національній команді, яка тривала 4 роки, провів у формі головної команди країни 17 матчів.
У складі збірної був учасником чемпіонату світу 2006 року у Німеччині, чемпіонату Європи 2008 року в Австрії та Швейцарії.
| Дата       | Місто              | Господарі          | Результат | Гості      | Турнір             | Голи | Примітки |
| ---------- | ------------------ | ------------------ | --------- | ---------- | ------------------ | ---- | -------- |
| 7-9-2005   | Ейндговен          | Нідерланди         | 4 – 0     | Андорра    | Відбір до ЧС 2006  | -    |          |
| 17-8-2005  | Роттердам          | Нідерланди         | 2 – 2     | Німеччина  | товариський матч   | -    | 46'      |
| 1-6-2006   | Ейндговен          | Нідерланди         | 2 – 1     | Мексика    | товариський матч   | -    |          |
| 16-8-2006  | Дублін             | Ірландія           | 0 – 4     | Нідерланди | товариський матч   | -    | 61'      |
| 21-6-2006  | Франкфурт-на-Майні | Нідерланди         | 0 – 0     | Аргентина  | ЧС 2006 - 1-й етап | -    | 48'      |
| 2-9-2006   | Люксембург (місто) | Люксембург         | 0 – 1     | Нідерланди | Відбір до ЧЄ 2008  | -    |          |
| 11-10-2006 | Амстердам          | Нідерланди         | 2 – 1     | Албанія    | Відбір до ЧЄ 2008  | -    | 80'      |
| 7-2-2007   | Амстердам          | Нідерланди         | 4 – 1     | Росія      | товариський матч   | -    | 78'      |
| 2-6-2007   | Сеул               | Південна Корея     | 0 – 2     | Нідерланди | товариський матч   | -    | 56'      |
| 6-6-2007   | Бангкок            | Таїланд            | 1 – 3     | Нідерланди | товариський матч   | -    | 74'      |
| 6-2-2008   | Спліт              | Хорватія           | 0 – 3     | Нідерланди | товариський матч   | -    |          |
| 26-3-2008  | Відень             | Австрія            | 3 – 4     | Нідерланди | товариський матч   | -    | 79'      |
| 24-5-2008  | Роттердам          | Нідерланди         | 3 – 0     | Україна    | товариський матч   | -    | 61'      |
| 29-5-2008  | Ейндговен          | Нідерланди         | 1 – 1     | Данія      | товариський матч   | -    | 66'      |
| 1-6-2008   | Роттердам          | Нідерланди         | 2 – 0     | Уельс      | товариський матч   | -    | 46'      |
| 19-11-2008 | Амстердам          | Нідерланди         | 3 – 1     | Швеція     | товариський матч   | -    | 46'      |
| 17-6-2008  | Берн               | Нідерланди         | 2 – 0     | Румунія    | ЧЄ 2008 - 1-й етап | -    |          |
| Усього     |                    | Матчів (150 місце) | 17        |            | Голів              | 0    |          |

## Досягнення
- Чемпіон Нідерландів:

«Аякс»: 1997—1998, 2001—2002
- Володар Кубка Нідерландів:

«Аякс»: 1997—1998, 1998—1999, 2001—2002
«Феєнорд»: 2007—2008